# IC 2722
IC 2722 је елиптична галаксија у сазвјежђу Лав која се налази на листи објеката дубоког неба у Индекс каталогу.
Деклинација објекта је + 13° 57' 49" а ректасцензија 11h 19m 43,9s. Привидна величина (магнитуда) објекта IC 2722 износи 14,8 а фотографска магнитуда 15,8.